# المهاذبة
المهاذبة هي قبيلة عربية  تأسست في تونس منذ القرن الثالث عشر في منطقة صفاقس.

## الأصول
يبدأ تاريخ قبيلة المهاذبة مع وصول الولي سيدي مهذّب بن أبي القاسم بن إدريس الشريف جنوب صفاقس في القرن الثالث عشر. وكان هذا الشريف الإدريسي أصيل الساقية الحمراء مثل العديد من الأولياء الصالحين الذين سبقوه في تونس. وفقاً لهذه الرواية، فإن جميع عشائر المهاذبة تنحدر من سلالة سيدي مهذب، وبالتالي من نسل علي بن أبي طالب وزوجته فاطمة الزهراء، ابنة النبي محمد.
اعتمادا على المنطقة التي قدموا منها وهي الساقية الحمراء، هناك نظرية معارضة تدعي أن المهاذبة يشكلون مجموعة من عشائر البربر التي كان يسيطر عليها بنو هلال في السابق قبل أن يوحّدها سيدي مهذّب. عندها فقط، تمكنوا من فرض سيطرتهم على المنطقة التي ما زالوا يعيشون فيها حتى اليوم. ويعرّف صالح العلواني القبيلة المرابطية بشكل عام بأنها "قبيلة تأسّست حول عائلة الولي والتي تضفي على شرعيتها في نصرة الدعوة شرعية الشّرف".

## المجال الجغرافي
اشتهرت قبيلة المهاذبة بطباعها السلمية وكانت أكثر قدرة على الحركة من القبائل التونسية الأخرى. كان المهاذبة يستقرون في الصيف في فريڨية أو في الوطن القبلي (دخلة المعاوين)، حيث لا تزال بلدة تحمل اسمهم، وفي الخريف يعودون إلى جنوب البلاد. كوّنوا تجمّعات سكنية في جهات أخرى مثل المطوية وغنوش وبوشمة.
"تنتمي قبيلة المهاذبة الى القبائل الرحل المتواجدة بالبلاد التونسية منذ عدة قرون. [...] مع بقية البدو الرحل ينتقلون بين المناطق الخصبة فريڨه والساحل ومناطق الواحات بالجريد او الوطن القبلي. وبالتالي يصعب تحديد منطقة المهاذبة باعتبار ان هذه المنطقة تتداخل في كثير من الاحيان مع منطقة نفات وإن عديد الفرق والعائلات المهذبية ليس لها اماكن استقرار واضحة، فهي تقيم بمدينة صفاقس أو بضواحي تونس أو في جهة قابس. لكن مع ذلك يستقر معظم المهاذبة في مجال جغرافي محدد نسبيا وهو جهة الصخيرة اليوم حتى وادي العكاريت ومن جهة المزونة حتى البحر الأبيض المتوسط. بصفة عامة تتجاوز مسارح نفات والمهاذبة الجغرافية 500 ألف، أي بكثافة تقرر بـ2س / كلم² ولا تتجاوز 4س /كلم² وفي الوقت الذي تصل فيه الكثافة العامة بتونس في القرن التاسع عشر 10س /كلم². ويعزى الى المهاذبة انهم اسسوا قرية غنوش وقرية بوشمة وبعض القرى الاخرى من الوطن القبلي (وهناك منطقة في جهة نابل تسمى المهاذبة). وإذا تفرق بعض المهاذبة في البلاد فإن البعض الاخر بقي مستقرا بحُبُس سيدي مهذب يستغله في الزراعة والزياتين والرعي. واكتفى البعض الاخر بالاعتناء بزاوية سيدي مهذّب الشهيرة والعيش من العطايا التي تهدى لها." 
الحُبُس أو هنشير سيدي مهذّب
تمسح الأراضي التي يقطنها المهاذبة جزأ كبيرا مقارنة ببقيّة الأراضي المخصّصة لبقيّة القبائل التونسية. سنة 1578، تم منح حُبُس بمساحة تتراوح بين 300 ألف وبين 800 ألف هكتار للمهاذبة. ويمتدّ هذا الحُبُس من المحرس شمالا إلى وادي العكاريت جنوبا. يحِدّ الحُبُس ساحل البحر من القبلة، شرقا وادي الطرفاوي وسافي وادي الرمل وصحابة الحاج قاسم، جوفا جبل الدوارة، غربا جبل الرمانة حتى يتصل بساحل البحر. يتداخل الحبس مع اراضي اخرى يزعم اصحابها انها تابعة لهم: أراضي السيالية (عائلة السيالة الصفاقسية) او الاراضي الجماعية للهمامة او اراضي بني زيد المشتركة او اراضي المثاليث. اقتسمت قبيلة المهاذبة المسالمة هذا الحبس مع قبيلة نفات واعتمدوا على الرعي. شكّل هنشير سيدي مهذّب منطقة مرور آمنة للقبائل والقوافل وتمّ إلغاء الحبوس بأمر من الرئيس الحبيب بورقيبة سنة 1957.

## طريقة عيش المهاذبة
اعتمدت قبيلة المهاذبة على الفلاحة (خاصة زراعة الحبوب، 23.000 هك سنة 1922) وغراسة الزياتين (4000 هك سنة 1922) وتربية الماشية "وبلغ عدد رؤوس أغنامهم 61.000 رأسا سنة 1922 بمعدل 8.35 رأسا لكل فرد". كان يصل عدد الأشجار المثمرة وخاصة الزياتين إلى قرابة مليون شجرة. يرتحل المهاذبة إلى واحات قابس وشنني ويجنون هناك التمر ويتاجرون ويقايضون. وقت الجفاف، كان البعض يذهب نحو الشمال بحثا عن المراعي ومن أجل الحصاد.

## حجم القبيلة
القرن السادس عشر
لمّا مُنِح جزء من أراضي المثاليث للمهاذبة سنة 1578، كان يبلغ عدد أتباع الولي الصالح حوالي 1500 نفس.
القرن الثامن عشر
في أوائل القرن الثامن عشر، قدرت سجلات الباي أنّ قبيلة المهادبة كان بها 6000 رجل في سن دفع الضرائب. وفي ريف الصخيرة، كانت القبيلة تتلقّى دخلا من الحبوس الضخم، هنشير سيدي مهذّب. خلال هذه الفترة، كانت القبيلة مكونة من مجموعات تضم في المتوسط 260 رجلاً (تتراوح الأعداد من 200 إلى 400 رجل). متوسط عدد الرجال البالغين لكل مجموعة عائلية هو 3.84، أو حتى 4.14 في عشيرة أولاد الشيخ الذين يحتفظون بعلاقات وثيقة مع زاوية سيدي مهذّب الفخمة.
القرن التاسع عشر
قدّر عدد المهاذبة حوالي 1885 بقرابة 6600 نسمة بعد أن رحل عدد كبير من المهاذبة نحو طرابلس إثر معركة صفاقس ضد المستعمر الفرنسي.
إحصائية المهاذبة في 1890 تبيّن الأرقام التالية: عدد الرجال: 1056 / عدد الخيام: 803 / عدد النساء: 803 / عدد الاطفال: 610 / الجملة: 2469/ ومكاسبهم من الحيوانات ـ الضأن: 3390 / الماعز: 900 / الابل: 744 / الخيل: 84 / البقر: 38 / اصول زيتون: 12 / النخيل: 8 / البقال: 1 / المساحة المزروعة: 5470 هكتار / الخاضعون للحُبُس: 952 فرد.
القرن العشرين
ارتفع عدد المهاذبة في سنة 1922 إلى 7303 نسمة.

## تاريخ
العصر الحديث
أثناء الاحتلال الفرنسي سنة 1881، استسلم محمد الصادق باي وأمر جيشه بعدم مقاومة القوات الفرنسية. في 12 ماي 1881، وقع الباي معاهدة باردو التي وضعت إيالة تونس تحت الحماية الفرنسية. بين 15 و20 جوان 1881، اجتمع ممثلو قبائل السهوب في جامع عقبة بن نافع بالقيروان ووقعوا ميثاقا يدعو إلى المقاومة المسلحة.  شهدت مناطق مختلفة من البلاد مقاومة، قادتها القبائل التونسية والقوات النظامية الرافضة لمعاهدة باردو. وحّد علي بن خليفة النفاتي جهود كل عروش الوسط والجنوب وأحد أكثر من 30 ألف فارس ساهموا في معركة صفاقس الدامية. "ثم سرعان ما دعا القائد علي بن خليفة النفاتي مشايخ الساحل و السواسي والمهاذبة وأولاد سعيد ومشايخ قرى تستور وتبرسق لميعاد 14 أوت بالقيروان تحضيرا لمعركة 15 أكتوبر 1881 في القيروان والتي انتهت بسقوط المدينة في 26 أكتوبر". كانت القوات الفرنسية كبيرة جدا فاضطرت القبائل الى اللجوء الى طرابلس. تبين وثيقة صادرة عن مجلس شورى الدولة في إسطنبول (24 فيفري 1885م / 9 جمادى الأولى 1302ه‍) أن 8000 مدنيين و1000 مسلح من قبيلة المهاذبة هاجروا الى غرب ليبيا مع اشتداد المقاومة. بعد وفاة علي بن خليفة النفاتي سنة 1884، رجع معظم اللاجئين الى تونس ولم يبق في ليبيا الاّ القليل.

## التراث
تمتع قبيلة المهاذبة بتراث موسيقي معروف، بما في ذلك الغناء البدوي النموذجي للقبيلة المعتمد على الشعر الشعبي (الملحون). تدور هذه الأغاني حول موضوع مشترك: غزل، مكفّر، وطنيات أو رثاء. وتصنف هذه الأغاني إلى مهوى، قسيم، ملزومة، والسوڨة. ويُسمّى المؤدي "الأديب" والجوقة المكونة من مغنييْن تدعى " السعفة".
مهوى في غرض المكفّر (منطقة المزونة):
نْصلّــــي ونمجِّــــــــــدْ  ۞ عـالمْولَى التــــــــــاجْ
الهــادي مُحَمَــــــــــــدْ  ۞ نُـورَه وَلْعــــــــــــــاجْ
مـــــنْ زَارَه يُسْعَـــــــدْ  ۞ يْسَّمَّـــــى الحـَــــــــاجْ

## العشائر المختلفة
في القرن السابع عشر، أدرج ابن أبي دينار في كتابه "المؤنس في أخبار إفريقية وتونس" قائمة للعائلات التونسية الشريفة والمنحدرة من نسب الرسول محمد. وذكر منهم قبيلة المهاذبة التي تنقسم إلى عروش: الحاج أحمد، سيدي بورويس (دفين دقاش)، الحاج حميدة (الكتات)، الخايط (الدرابلة)، الشباشبة (نزحت ذريتهم قرب حمام الأنف)،  الشيباني (الدخالة)، سيدي الطاهر (دفين المطوية)، سيدي عبد القادر بن مبارك بن الناصر بالحاج بن السيد موسى الحاج بن محمد بن مهذّب (أولاد الحاج الكيلاني هم ذرية الحاج الكيلاني ابن سيدي عبد القادر)، الحاج عبد اللطيف (اللطايفة وانحدر منه العابد)، سيدي عثمان (دفين المطوية وقد أسّس حفيده زاوية غنوش)، سيدي علي الشتّاوي (مؤسس زاوية بوشمة)، غريب (الغرايبة)، سيدي مزهود (دفين بوشمة)، الحاج موسى (أولاد الحاج موسى) / ومن المهاذبة من كان في الوطن القبلي (دخلة المعاوين) وكذلك في الحمامات.
في 2016، سرد محمد علي الحباشي عشائر المهاذبة في كتابه "عروش تونس":
ـ الغريبية: أولاد امحمد، الجوابلية، العويدات، الشواشي، الرحامنة، الحناينية، المساعدة، الكاملة، البكاترية، الفوانلية، الذهيبة، الطواهرية.
ـ اللطايفة: أولاد سيدي علي، أولاد سيدي مهذب، أولاد سيدي حامد، القدارات.
ـ الحضارة: أولاد نصر، أولاد التومي، أولاد حامد، أولاد قمر، أولاد مهذب، أولاد محمود.
ـ أولاد الكيلاني: أولاد حامد.
ـ أولاد الحاج موسى: العوامرية، أولاد مبارك، الفراحتية.

## مواضيع ذات صلة
- قبائل تونس